# Комишовка
Комишо́вка (рос. Камышовка) — село у складі Переволоцького району Оренбурзької області, Росія.

## Населення
Населення — 100 осіб (2010; 120 у 2002).
Національний склад (станом на 2002 рік):
- росіяни — 40 %
- татари — 37 %